# Sybil (katt)
Sybil, född omkring 1999, död 27 juli 2009, var en katt som bodde på 10 och 11 Downing Street och som var anställd som Högste musfångare för regeringen som husdjur åt finansministern Alistair Darling och hans fru Margaret. När Sybil introducerades i september 2007 var hon den första katten som anställdes på Downing Street som musfångare sedan Humphrey, som gick i pension i november 1997. Sex månader efter pensioneringen flyttades Sybil, som inte anpassat sig väl till livet i centrala London, hem till en av Darlings vänner. Den 27 juli 2009 avled hon där efter en kort tids sjukdom.

## Biografi
Sybil föddes omkring 1999 och fick sitt namn efter Sybil Fawlty, en karaktär i BBC:s sitcom Pang i bygget. Flera publikationer beskrev henne som av skotskt ursprung. Hon flyttades från finansminister Alistair Darlings familjebostad i Edinburgh till 11 Downing Street sommaren 2007, och anställdes som musfångare vid regeringskansliet i september samma år. En talesman för premiärminister Gordon Brown sade vid en pressträff att han "förstod" att herr och fru Darling har en katt och den har nyligen förts till Downing Street, och att Brown och hans fru Sarah "inte har några problem med det". Till skillnad från sin föregångare Humphrey, som fick 100 pund per år efter sin pensionering, fick Sybil inga pengar från regeringskansliet för att täcka mat- och veterinärkostnader, utan Darlings täckte dessa utgifter. Sybil var den första katten på Downing Street sedan Humphrey avlägsnades i november 1997, möjligen på grund av Cherie Blairs rapporterade aversion mot katter. Vid hennes ankomst uppgav The Daily Telegraph att de som hade skrivit till finansdepartementet angående Sybils välfärd hade fått ett "souvenirfoto" av henne i gengäld.
Den 13 september 2007, två dagar efter det att hon hade introducerats, träffade Sybil den tidigare premiärministern Margaret Thatcher under ett besök på 10 Downing Street. I mars 2008 förbjöds Sybil att jaga möss i regeringskansliet på grund av underhållsregler som begränsade användningen av djur för skadedjursbekämpning.

## Pensionering och död
Sex månader efter att ha anlänt till Downing Street flyttades Sybil, som inte anpassat sig så bra till livet i centrala London, hem till en av familjen Darlings vänner i London. Den 27 juli 2009 avled hon efter en kort tids sjukdom. Finansministerns taleskvinna meddelade att Sybil hade dött i familjen Darlings väns hem i London, medan The Independent uppgav att Margaret hade återlämnat Sybil till Skottland och att hon hade dött där.